# Fernando Antônio Saburido
Fernando Antônio Saburido OSB (ur. 10 czerwca 1947 w Cabo de Santo Agostinho) – brazylijski duchowny katolicki, arcybiskup Olindy i Recife w latach 2009–2023.

## Życiorys
17 grudnia 1983 otrzymał święcenia kapłańskie w zakonie benedyktynów. Pełnił funkcje administratora i proboszcza parafii Matki Bożej z Guadalupe i św. Łukasza w Olindzie, a także wikariusza generalnego miejscowej archidiecezji.

### Episkopat
31 maja 2000 został mianowany biskupem pomocniczym archidiecezji Olindy i Recife, ze stolicą tytularną Tacia Montana. Sakry biskupiej udzielił mu ówczesny arcybiskup Olindy i Recife – abp José Cardoso Sobrinho.
18 maja 2005 został mianowany ordynariuszem diecezji Sobral, zaś 1 lipca 2009 papież Benedykt XVI mianował go ordynariuszem archidiecezji Olindy i Recife.
14 czerwca 2023 papież Franciszek przyjął jego rezygnację z pełnionej funkcji.
Od 2014 jest przewodniczącym regionu kościelnego Nordeste 2.